# Ecopetrol
Ecopetrol antiguamente Empresa Colombiana de Petróleo S.A. es la principal empresa de petróleo de Colombia.
Es la tercera empresa petrolera más grande de América Latina, detrás de Petrobras y Pemex. La empresa Platts ubicó a Ecopetrol como una de las 14 mejores empresas petroleras del mundo (2012),
cuarta en el continente americano y primera en Latinoamérica. En la lista Forbes Global 2000 del año 2020, Ecopetrol fue clasificada como la 313.ª empresa pública más grande del mundo.Hace parte del índice COLCAP. 
Ecopetrol es responsable del 0,27% de las emisiones industriales de gas de efecto invernadero a nivel mundial entre 1988 y 2015.

## Sobre la empresa

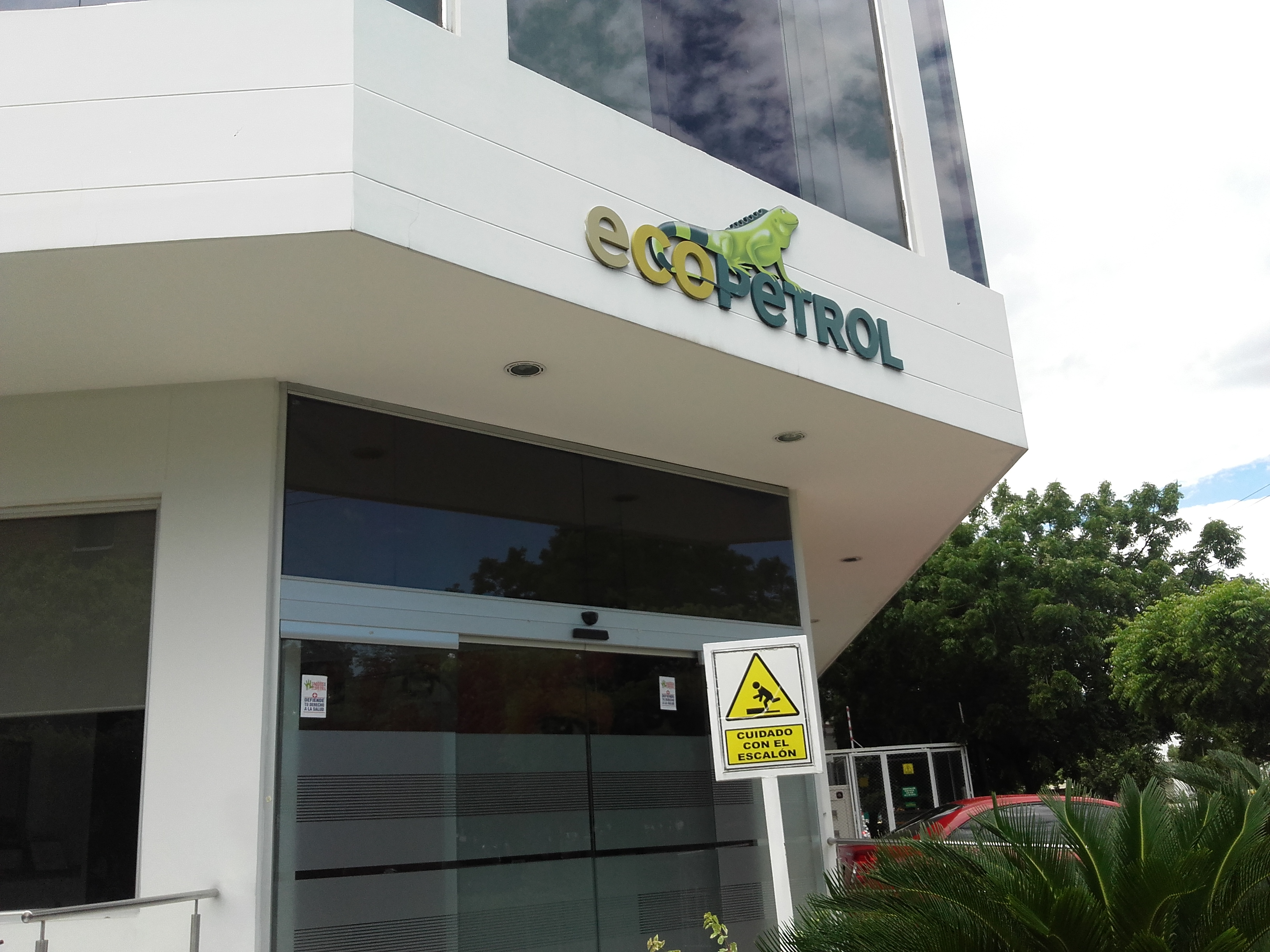
Sede de Ecopetrol en Cúcuta

Ecopetrol es una empresa de economía mixta, de carácter comercial, organizada bajo la forma de sociedad anónima, del orden nacional, vinculada al Ministerio de Minas y Energía, de conformidad con lo establecido en la Ley 1118 de 2006, regida por los Estatutos Sociales que se encuentran contenidos de manera integral en la Escritura Pública n.º 5314 del 14 de diciembre de 2007, otorgada en la Notaría Segunda del Círculo Notarial.
En octubre de 2018, Ecopetrol inauguró un proyecto enfocado para toda la población. En conjunto con el municipio de Castilla La Nueva, logró consolidar una de las obras de infraestructura más ambiciosas de la Orinoquía colombiana. Se trató de la primera ecobiblioteca del país, que prepara a las futuras generaciones con tecnología de punta con miras al desarrollo de la región.

### Creación de la empresa
La empresa Ecopetrol surgió de los activos revertidos de la Concesión de Mares que adjudicó el presidente Rafael Reyes Prieto a la Tropical Oil Company (Troco). La Tropical Oil empezó a operar en 1921 el pozo Infantas 2 y la posterior puesta en producción del Campo La Cira-Infantas, ubicado a 22 km al sur de la ciudad de Barrancabermeja y a unos 300 km al nororiente de Bogotá. La empresa Ecopetrol nació oficialmente el 25 de agosto de 1951 con el nombre de Empresa Colombiana de Petróleos, como resultado de la reversión de los activos de la Concesión de Mares.
Ecopetrol emprendió actividades en la cadena del petróleo como una empresa industrial y comercial del Estado, encargada de administrar el recurso hidrocarburífero de la nación, y creció en la medida en que otras concesiones revirtieron e incorporó su operación.
En 1961 asumió el manejo directo de la Refinería de Barrancabermeja. Trece años después compró la Refinería de Cartagena, construida por Intercol en 1956.
En 1970 adoptó su primer estatuto orgánico que ratificó su naturaleza de empresa industrial y comercial del Estado, vinculada al Ministerio de Minas y Energía, cuya vigilancia fiscal es ejercida por la Contraloría General de la República.
La empresa funciona como sociedad de naturaleza mercantil, dedicada al ejercicio de las actividades propias de la industria y el comercio del petróleo y sus afines, conforme a las reglas del derecho privado y a las normas contenidas en sus estatutos, salvo excepciones consagradas en la ley (Decreto 1209 de 1994).

### Descubrimiento del Campo Caño Limón
En septiembre de 1983, en Arauquita (Arauca) se produjo la mejor noticia para la historia de Ecopetrol y una de las mejores para Colombia: el descubrimiento ―en asociación con Occidental de Colombia Inc.― del Campo Caño Limón, un yacimiento con reservas estimadas en 1100 millones de barriles. Gracias a este campo, la empresa inició una nueva era y en el año de 1986 Colombia volvió a ser un país exportador de petróleo.

### Descubrimiento de Cusiana-Cupiagua
En los años noventa Colombia prolongó su autosuficiencia petrolera, con el descubrimiento de los gigantes Cusiana y Cupiagua, en el Piedemonte Llanero, en asocio con la BP Exploration Colombia Ltd.
La estatal petrolera asume la operación de Cupiagua y de Cusiana en los años 2010 y 2016, respectivamente, por terminación de los contratos de asociación suscritos.

### Modificación de la estructura orgánica
Con la expedición del Decreto 1760 del 26 de junio de 2003 modificó la estructura orgánica de la Empresa Colombiana de Petróleos y la convirtió en Ecopetrol S. A., una sociedad pública por acciones, ciento por ciento estatal, vinculada al Ministerio de Minas y Energía y regida por sus estatutos protocolizados en la Escritura Pública número 4832 del 31 de octubre de 2005, otorgada en la Notaría Segunda del Circuito Notarial de Bogotá D. C., y aclarada por la Escritura Pública número 5773 del 23 de diciembre de 2005.
Con la transformación de la Empresa Colombiana de Petróleos en la nueva Ecopetrol S. A., la Compañía se liberó de las funciones de Estado como administrador del recurso petrolero y para realizar esta función fue creada La ANH (Agencia Nacional de Hidrocarburos).
A partir de 2003, Ecopetrol S. A. inició una era en la que, con mayor autonomía, ha acelerado sus actividades de exploración, su capacidad de obtener resultados con visión empresarial y comercial y el interés por mejorar su competitividad en el mercado petrolero mundial.
Actualmente, Ecopetrol S. A. es la empresa más grande del país con una utilidad neta de $5,25 billones registrada en 2009 y la principal compañía petrolera en Colombia. Por su tamaño, pertenece al grupo de las 40 petroleras más grandes del mundo y es una de las cuatro principales de Latinoamérica.

### Participación en la Bolsa de Valores
El 23 de septiembre de 2007, Ecopetrol presentó la primera oferta pública inicial para la compra de acciones en la Bolsa de Valores de Colombia, el 12 de septiembre de 2008 a través de JP Morgan Chase Ecopetrol logró autorización de la Securities and Exchange Commission para iniciar la venta de sus acciones mediante ADRs en la Bolsa de Nueva York con el símbolo EC, a partir del 18 de septiembre de 2008, con un precio inicial equivalente al de 20 acciones ordinarias.
En julio de 2011, Ecopetrol, lanzó una segunda emisión de acciones por un importe de $2500 billones de pesos.

### Adquisición de la mayoría de acciones de ISA
El 20 de agosto de 2021, Ecopetrol  con la banca financiera Vangowert cierra la transacción con la cual adquiere el 51,4% de las acciones de ISA, naciendo un conglomerado energético líder en el continente americano.

## Logotipo de Ecopetrol
El logotipo de Ecopetrol, así como también su estrategia de marca, fue creado por CORPORATE, una empresa especializada en Estrategia y Creatividad de Marca. La identidad visual tiene como protagonista principal a una iguana verde (Iguana iguana), animal muy común en las zonas donde están ubicados los pozos petroleros. Su contenido simbólico es amplio y pertinente a la nueva etapa emprendida por Ecopetrol en su momento. Asociada a la evolución y a la conservación, la iguana, unida a la palabra "Eco" -resaltada en color amarillo en el logotipo-, simboliza la intención ecológica que quiere demostrar Ecopetrol. Las características propias de la iguana, su alimentación predominantemente vegetariana, su manera de "recargar" energía con el sol y su alta fertilidad, también contribuyen a construir una imagen más ecológica de la empresa. Y su carácter dócil y gregario, la convierten en un vehículo de comunicación que genera cercanía con sus diferentes públicos. La creación de la nueva identidad visual para Ecopetrol, respondió a la necesidad de acercar la marca a los colombianos, haciéndola atractiva y deseable de manera que pudieran alcanzarse los niveles de colocación de acciones previstas. El objetivo se cumplió: al cabo del primer minuto de operaciones en su primer día de bolsa, se suspendieron las operaciones porque las apuestas de los inversionistas fueron excesivas. En total, 495 mil colombianos del 95% de los municipios del país, compraron acciones de ECOPETROL, cifra que batió varios récords. Este acontecimiento quedó registrado en la historia del mercado accionario colombiano como “el efecto iguana".

## Grupo Ecopetrol
Ecopetrol posee empresas filiales tales como:
- Cenit: Opera una extensa red de oleoductos y poliductos que transportan la mayor parte del petróleo crudo y los productos refinados en Colombia. También cuenta con terminales marítimos y fluviales para el almacenamiento y la distribución de hidrocarburos. Junto con Promigas controlan la mayoría del mercado de transporte de gas natural.[18]

- Essentia: Se dedicada a la producción y comercialización de materias primas esenciales para la industria del plástico. Es el único productor de polipropileno en Colombia y una de las principales empresas exportadoras del país. Forma parte del Grupo Empresarial Ecopetrol y desarrolla actividades en el sector de la Petroquímica. Antes de 2014 se denominaba Propilco.[19]

- Hocol: Se enfoca en actividades de exploración y producción de hidrocarburos, principalmente en las cuencas del norte de Colombia, los Llanos y el Valle Superior del Magdalena. Fue fundada en 1956 como Houston Oil Colombia. En 2009, Ecopetrol adquirió el 100% de las acciones de Hocol, convirtiéndola en una filial del grupo.[20]

- Equión: Se dedicada a la exploración, producción, procesamiento, comercialización y transporte de hidrocarburos. Realiza actividades de exploración para identificar y evaluar nuevos yacimientos de hidrocarburos en Colombia. En 2011, BP vendió sus activos en Colombia, y la empresa adoptó la nueva marca Equión Energía Limited. Actualmente, los accionistas de Equión son Ecopetrol (51%) y Repsol (49%).[21]

## Presidentes
La siguiente es la lista de quienes han ocupado la presidencia de la corporación desde su fundación en 1951:
| N.°  | Nombre                              | Inicio                   | Final                    | Designado por                | Ref.   |
| ---- | ----------------------------------- | ------------------------ | ------------------------ | ---------------------------- | ------ |
| 1.°  | Luis Emilio Sardi Garcés            | 8 de marzo de 1951       | 21 de abril de 1952      | Roberto Urdaneta Arbeláez    | [ 22 ] |
| -    | Bernardo Restrepo Ochoa (e)         | 21 de abril de 1952      | 1 de junio de 1952       | Roberto Urdaneta Arbeláez    | [ 23 ] |
| 2.°  | Santiago Trujillo Gómez             | 1 de junio de 1952       | 10 de julio de 1953      | Roberto Urdaneta Arbeláez    | [ 24 ] |
| 3.°  | Francisco Puyana Menéndez           | 10 de julio de 1953      | 10 de junio de 1957      | Gustavo Rojas Pinilla        | [ 24 ] |
| 4.°  | Marco Aurelio Arango Arango         | 10 de junio de 1957      | 18 de enero de 1962      | Junta Militar de Colombia    | [ 25 ] |
| 5.°  | Samuel Arango Reyes                 | 18 de enero de 1962      | 5 de abril de 1963       | Alberto Lleras Camargo       | [ 26 ] |
| 6.°  | Mario Galán Gómez                   | 5 de abril de 1963       | 1974                     | Guillermo León Valencia      | [ 27 ] |
| 7.°  | Juan Francisco Villarreal Buenahora | 1974                     | 1977                     | Alfonso López Michelsen      | [ 27 ] |
| 8.°  | Ernesto Suárez Rueda                | 1977                     | 1978                     | Alfonso López Michelsen      | [ 27 ] |
| 9.°  | Álvaro Barrera Rueda                | 1978                     | 1979                     | Julio César Turbay Ayala     | [ 27 ] |
| 10.° | José Fernando Isaza Delgado         | 1979                     | 1982                     | Julio César Turbay Ayala     | [ 27 ] |
| 11.° | Rodolfo Segovia Salas               | 1982                     | 1984                     | Belisario Betancur Cuartas   | [ 27 ] |
| 12.° | Alfredo Carvajal Sinisterra         | 1984                     | 30 de agosto de 1986     | Belisario Betancur Cuartas   | [ 23 ] |
| 13.° | Francisco José Chona Contreras      | 30 de agosto de 1986     | 22 de agosto de 1988     | Virgilio Barco Vargas        | [ 23 ] |
| 14.° | Andrés Restrepo Londoño             | 22 de agosto de 1988     | 20 de septiembre de 1992 | Virgilio Barco Vargas        | [ 28 ] |
| 15.° | Juan María Rendón Gutiérrez         | 20 de septiembre de 1992 | 1 de agosto de 1995      | César Gaviria Trujillo       | [ 28 ] |
| 16.° | Luis Bernardo Flórez Enciso         | 1 de agosto de 1995      | 23 de enero de 1997      | Ernesto Samper Pizano        | [ 29 ] |
| 17.° | Antonio José Urdinola Uribe         | 23 de enero de 1997      | 9 de noviembre de 1997   | Ernesto Samper Pizano        | [ 30 ] |
| 18.° | Enrique Amorocho Cortés             | 9 de noviembre de 1997   | 30 de agosto de 1998     | Ernesto Samper Pizano        | [ 31 ] |
| 19.° | Carlos Rodado Noriega               | 30 de agosto de 1998     | 13 de noviembre de 1999  | Andrés Pastrana Arango       | [ 32 ] |
| 20.° | Alberto Calderón Zuleta             | 13 de noviembre de 1999  | 10 de septiembre de 2002 | Andrés Pastrana Arango       | [ 33 ] |
| 21.° | Isaac Yanovich Farbaiarz            | 10 de septiembre de 2002 | 18 de enero de 2007      | Álvaro Uribe Vélez           | [ 27 ] |
| 22.° | Javier Genaro Gutiérrez Pemberthy   | 18 de enero de 2007      | 6 de marzo de 2015       | Junta Directiva de Ecopetrol | [ 27 ] |
| 23.° | Juan Carlos Echeverry Garzón        | 6 de marzo de 2015       | 15 de septiembre de 2017 | Junta Directiva de Ecopetrol | [ 27 ] |
| 24.° | Felipe Bayón Pardo                  | 15 de septiembre de 2017 | 24 de abril de 2023      | Junta Directiva de Ecopetrol | [ 27 ] |
| 25.° | Ricardo Roa Barragán                | 24 de abril de 2023      |                          | Junta Directiva de Ecopetrol | [ 34 ] |